# Мукденський палац
Мукденський палац — палац перших китайських імператорів династії Цін — Нурхаці та Хуана Тайцзі. Закладений Нурхаці 1625 року в Шеньяні (інша назва — Мукден; історично Південна Маньчжурія, на північний схід від Пекіна). Перші будівлі за архітектурним рішенням нагадували юрти. До 1631 року будівництво палацового комплексу з урахуванням додаткових будівель Хуана Тайцзі переважно завершилося. Це комбінація елементів маньчжурської, китайської та тибетської архітектури.
Після оволодіння Пекіном 1644 року імператор переїхав до Забороненого міста, однак він і його спадкоємці продовжували щорічно відвідувати Мукден.
1780 року імператор Хунлі розширив палацовий комплекс та наблизив його вигляд до традиційного китайського палацового комплексу.
1900 палац зайняла російська армія, під командуванням Деана Субботіча, заради придушення боксерського повстання.
1955 року оголошений національним музеєм. 2004 увійшов до списку пам'яток Світової спадщини ЮНЕСКО як частина комплексного об'єкта 439 «Заборонене місто та Мукденський палац».